# Cruschetta
Die Cruschetta, auf Deutsch auch S-charljoch oder S-charljöchl, auf Italienisch Passo della Crocetta genannt, ist ein 2291 m.ü.M. hoher Pass in den Alpen.

## Geographie
Der Pass liegt in der Sesvennagruppe und verbindet die Ortschaften S-charl (1810 m. ü. M.) beziehungsweise Scuol (1243 m. ü. M.) im Kanton Graubünden, Schweiz, mit der Ortschaft Taufers im Münstertal (1240 m. ü. M.) in Südtirol, Italien.
Über den Pass führt ein Gebirgswanderweg. Für Fahrzeuge ist er aufgrund des steilen und felsigen Geländes unpassierbar. Von Taufers aus gelangt man ins Avignatal, ein linkes Seitental des Münstertales. Von dort führt der kurze, aber steile Aufstieg an der Jöchl-Hütte vorbei zur Passhöhe (2291 m. ü. M.), in deren Nähe der Valgarolebach entspringt. auf der ein Kruzifix und ein auf 1861 datierter Grenzstein stehen. Auf der Schweizer Seite der Passhöhe liegt ein kleiner Weiher. Der Abstieg erfolgt durch das Val Plazèr ins Val S-charl, wo sich der Passweg mit den Gebirgspfaden des Pass da Costainas und der Fuorcla  Funtana da S-charl vereinigt. Der Weg führt am Fluss Clemgia entlang ins Bergdorf S-charl und von dort talauswärts nach Scuol. Die Skyline ist (von der Passhöhe aus) auf der Schweizer Seite vom Piz Pisoc (3173 m. ü. M.), auf der italienischen Seite vom Ortler (3905 m. ü. M.) geprägt.

## Galerie

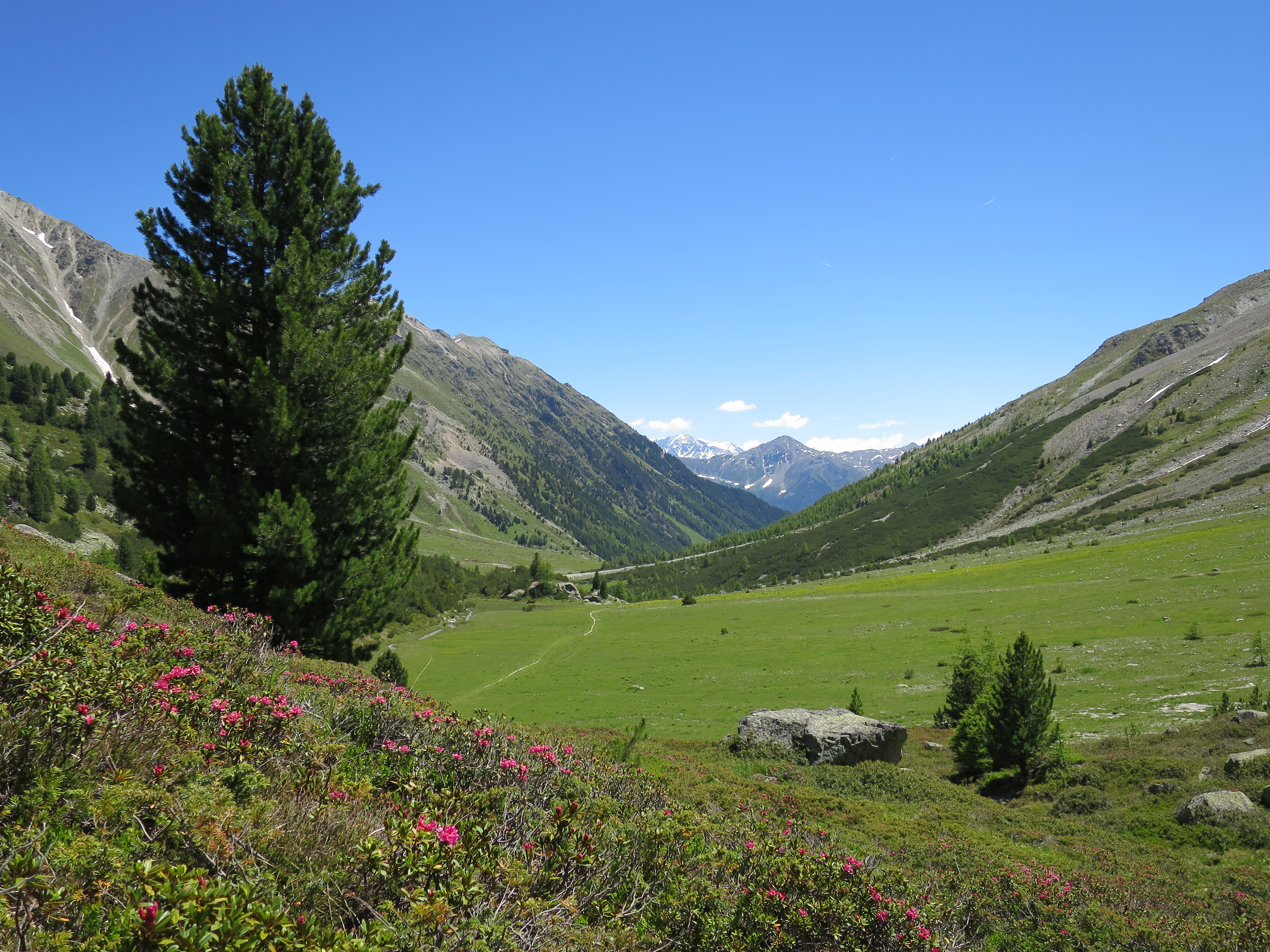
Italienische Seite mit Val d'Avigna
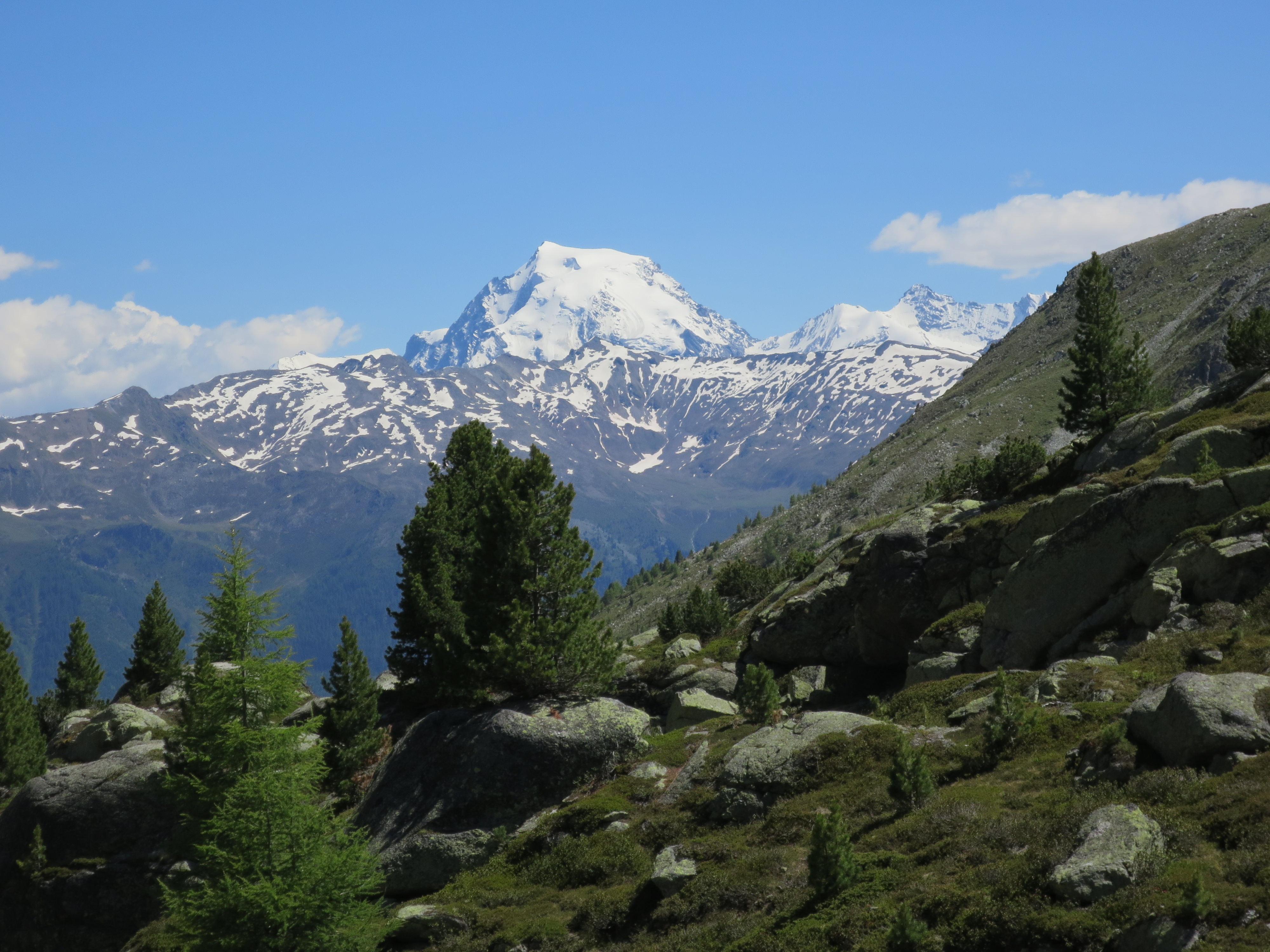
Italienische Seite mit Ortler
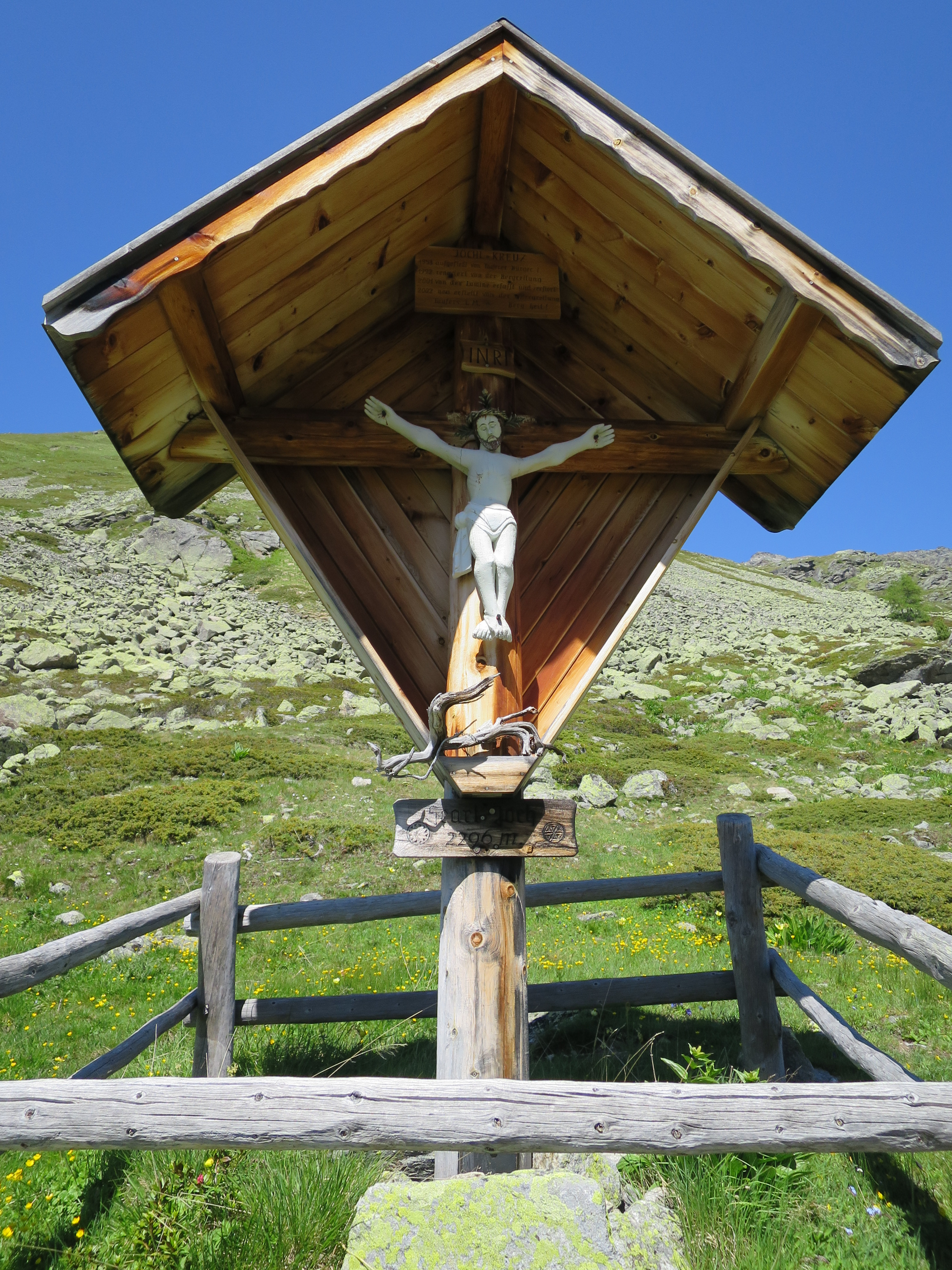
Kruzifix auf der Passhöhe
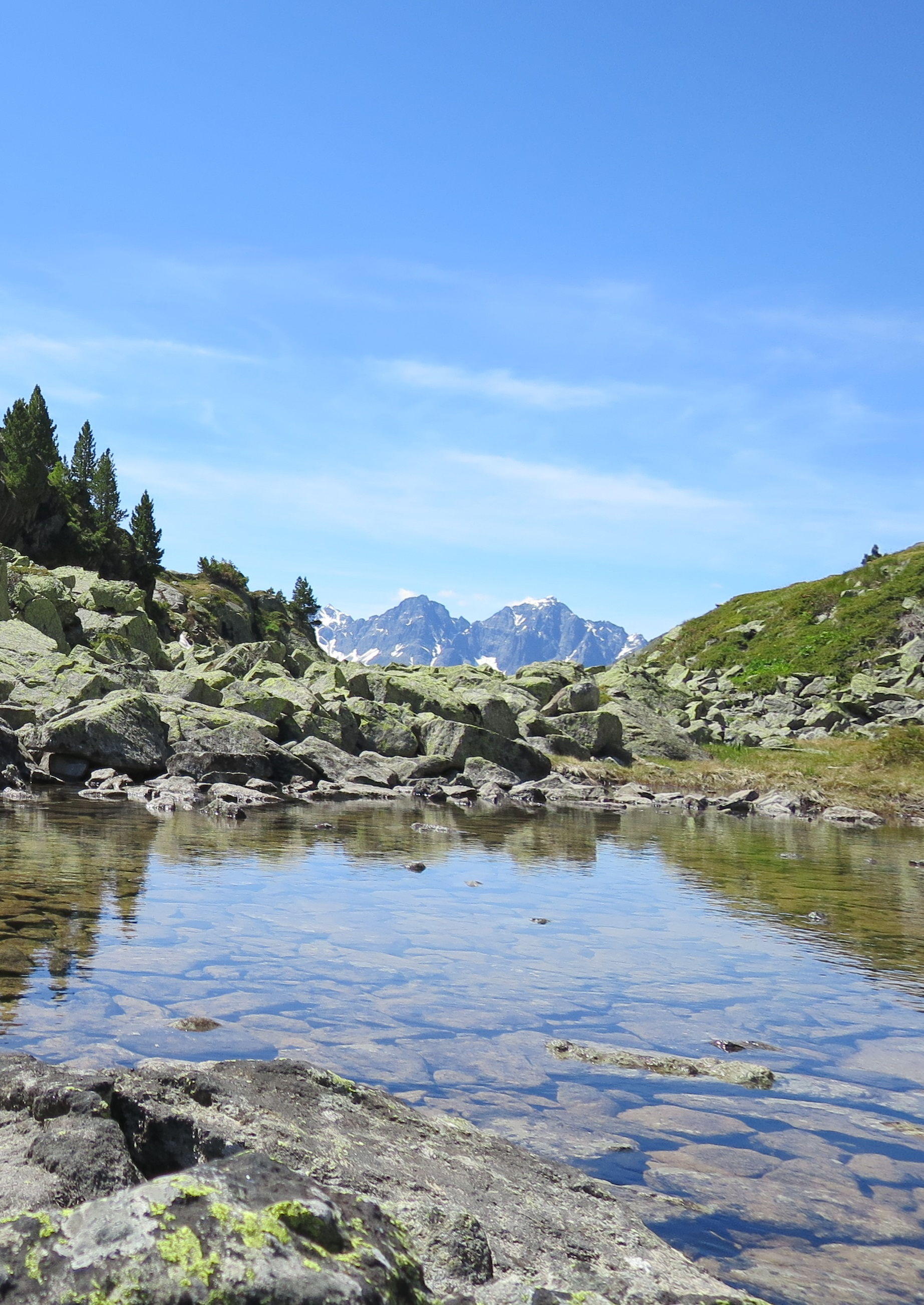
Passhöhe mit Piz Pisoc
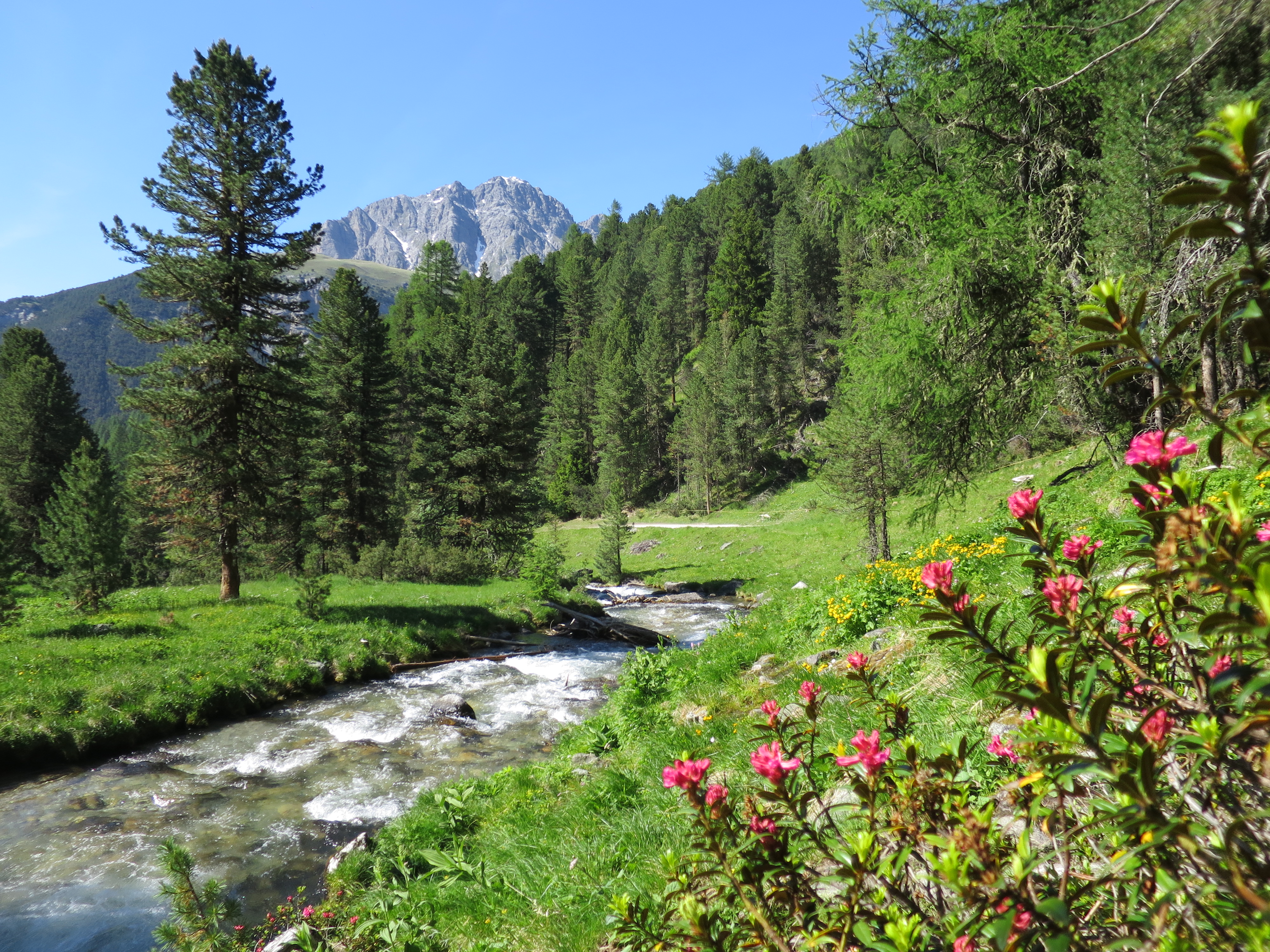
Schweizer Seite: Val S-charl mit Piz Madlain